# Rue Lancefoc
La rue Lancefoc (en occitan : carrièra Lancefoc) est une voie de Toulouse, chef-lieu de la région Occitanie, dans le Midi de la France.

## Situation et accès

### Description
La rue Lancefoc est une voie publique. Elle se situe dans le quartier de Compans-Caffarelli.
Longue de 434 mètres, elle naît perpendiculairement à l'allée de Barcelone. Elle suit sur 123 mètres un parcours presque rectiligne et orienté au nord-nord-est. Elle rencontre la rue Louis-François-Lejeune. Elle oblique ensuite au nord-nord-ouest, rencontrant successivement les rues Francisque-Sarcey, Ville-d'Avray et Jean-de-Lordat. Elle se termine au carrefour des boulevards du Maréchal-Leclerc et Lascrosses.
La chaussée compte une seule voie de circulation automobile en sens unique, du boulevard Lascrosses vers l'allée de Barcelone. Elle appartient à une zone de rencontre et la circulation y est limitée à 20 km/h. Il n'existe ni bande, ni piste cyclable, quoiqu'elle soit à double-sens cyclable.

### Voies rencontrées
La rue Lancefoc rencontre les voies suivantes, dans l'ordre des numéros croissants (« g » indique que la rue se situe à gauche, « d » à droite) :
1. Allée de Barcelone
2. Rue Louis-François-Lejeune
3. Rue Francisque-Sarcey (g)
4. Rue Ville-d'Avray (d)
5. Rue Jean-de-Lordat (d)
6. Boulevard du Maréchal-Leclerc (g)
7. Boulevard Lascrosses

### Transports
La rue Lancefoc n'est pas directement desservie par les transports en commun. Elle débouche cependant, au nord, sur le boulevard Lascrosses, où se trouve la station de métro Compans-Caffarelli, sur la ligne de métro , ainsi que les arrêts des lignes de Linéo L1L14, des bus 4563 et de la navette Aéroport. Au sud, l'allée de Barcelone est parcourue par la navette Ville, ainsi que la ligne de Linéo L1 et de bus 63.
Il existe plusieurs stations de vélos en libre-service VélôToulouse à proximité de la rue Lancefoc : les stations no 51 (1 boulevard Armand-Duportal), no 85 (2 boulevard du Maréchal-Leclerc) et no 87 (47 boulevard Lascrosses).

## Odonymie
Depuis le XVIIIe siècle, la rue Lancefoc, qui n'était alors qu'un chemin, porte le nom d'un domaine de ce nom qu'elle longeait. Il appartint du XVe au XVIIIe siècle à la famille Lancefoc, une importante famille de changeurs et de marchands pastelliers toulousains à l'époque moderne, dont plusieurs membres accédèrent au capitoulat et à la noblesse, qui leur fut confirmée en 1669. Ils possédaient d'ailleurs aux XVe et XVIe siècles un hôtel particulier surmonté d'une tour capitulaire au cœur de la ville (emplacement de l'actuel no 27 rue des Changes).

## Patrimoine et lieux d'intérêt

### Patrimoine industriel
- no  3 : immeuble.
L'immeuble occupe les bâtiments d'une usine de produits chimiques, dite manufacture de mastic. Elle est construite en 1887 pour l'entrepreneur Joseph Laporte[3]. Il abrite la fédération départementale de Haute-Garonne du Parti socialiste.

- no  5 : maison.
La maison correspond au logis du directeur de la manufacture de mastic. Elle est construite au début du XXe siècle, postérieurement aux bâtiments de la manufacture. Le bâtiment s'élève à l'angle de la rue Louis-François-Lejeune. Il présente sur la rue Lancefoc une façade à pignon de style éclectique, qui conserve des influences de l'architecture industrielle. Les murs sont couverts d'un enduit clair, mais la brique et des éléments en fausse pierre viennent l'agrémenter. Au rez-de-chaussée, les fenêtres sont mises en valeur par leur encadrement en brique apparente, surmonté d'une fine corniche et de cartouches, et leurs lambrequins en fer forgé. À l'étage, la fenêtre centrale est surmontée d'une imposte sculptée d'un losange aux formes moulurées. De plus, elle est encadrée de décors de losanges en briques et d'une grille en fer forgé aux formes végétales. L'élévation est surmontée d'une large corniche crénelée en brique, qui s'appuient sur des chaînages d'angle qui reposent sur des culots sculptés et surmontés à l'amortissement de petits édicules en fausse pierre. La partie supérieure du pignon est surmontée d'un cartouche sculpté en pointe-de-diamant et d'un petit édicule en fausse pierre[4].

### Immeubles et maisons
- no  12 : maison (1934, Edmond Pilette)[5].
- no  20 : immeuble (années 1930)[6].
- no  24 : maison toulousaine (premier quart du XXe siècle)[7].
- no  26 : maison toulousaine (premier quart du XXe siècle)[8].
- no  38 : immeuble (deuxième moitié du XIXe siècle)[9].
- no  39 : immeuble (1934)[10].
- no  41 : immeuble (1933)[11].